# Cratere Auki
Auki  è un cratere sulla superficie di Marte.